# Pterogorgia laxa
Pterogorgia laxa is een zachte koraalsoort uit de familie Gorgoniidae. De koraalsoort komt uit het geslacht Pterogorgia. Pterogorgia laxa werd in 1815 voor het eerst wetenschappelijk beschreven door Lamarck. 